# Goniosoma venustum
Goniosoma venustum is een hooiwagen uit de familie Gonyleptidae.